# Lasgerdi
Le lasgerdi (ou lasguerdi) est un dialecte iranien parlé en Iran, dans le village de Lasgerd situé au Sud-Ouest de la ville de Semnan.

## Classification
Le lasgerdi est un des dialectes de la région de Semnan qui font partie des langues iraniennes du Nord-Ouest.

## Sources
- (ru) Расторгуева, .В.C. , Семнана полосы диалекты, dans Языки мира. Иранские языки II. Северо-западные иранские языки, Moscou, Indrik, 1999, p.148-153,  (ISBN 5-85759-099-X)
- (ru) Расторгуева, .В.C. , Ласгерди язык//диалект, dans in Языки мира. Иранские языки II. Северо-западные иранские языки, Moscou, Indrik, 1999, p.158-161,  (ISBN 5-85759-099-X)